# Walter Acevedo
Walter Aníbal Acevedo (San Justo, Buenos Aires; 16 de febrero de 1986) es un futbolista argentino. Juega de centrocampista.

## Trayectoria
Walter Acevedo surgió de las inferiores de Club Atlético San Lorenzo de Almagro, donde se consagró campeón del Torneo Clausura 2007.
Pasó al Metalist Járkov de la Liga Premier de Ucrania. Luego de su fugaz paso por el club ucraniano, fue fichado a préstamo por el Club Atlético Independiente, donde jugó una temporada completa, que lo llevaron a jugar un partido amistoso con la Selección Mayor.
A fines de junio de 2010, pasó a Club Atlético River Plate para jugar el Torneo Apertura con el equipo de Ángel Cappa. Debutó en el Millonario el 8 de agosto de 2010 ante Tigre, siendo victoria de River 1-0. Luego de una irregular temporada, y con el descenso del equipo se marcha al Club Atlético Banfield a préstamo por un año con opción de compra parecido por la que River lo pagó. Finalizado su préstamo vuelve al River Plate donde va a volver a ser tenido en cuenta por el técnico Ramón Díaz.
Luego de su paso por River Plate emigra a España, al Real Zaragoza, donde se mantiene una temporada. A mediados de 2014 fue fichado por el Club Atlético Tigre de la Primera División.
Junio de 2018, por 75,000 euros fue transferido al Club Municipal de Guatemala.  Club considerado uno de los más grandes de Guatemala.  Jugará en Municipal con dos Argentinos más Jonathan Hansen y Omar Zalazar.  Intentando llevar a club municipal a su 31 corona de la liga nacional

## Selección nacional

### Selección Sub-18
Formó parte del plantel que logró el tercer puesto en el Mundial Sub-17 de 2003.

### Selección mayor
Acevedo fue convocado por Diego Armando Maradona para jugar el partido de la Selección de Argentina frente a su similar de Jamaica, donde jugó como titular.

## Clubes
| Club                   | País      | Año       | PJ | Goles |
| ---------------------- | --------- | --------- | -- | ----- |
| San Lorenzo de Almagro | Argentina | 2005-2008 | 68 | 1     |
| FC Metalist Járkov     | Ucrania   | 2009      | 14 | 1     |
| Independiente          | Argentina | 2009-2010 | 32 | 1     |
| River Plate            | Argentina | 2010-2011 | 21 | 4     |
| Banfield               | Argentina | 2011-2012 | 25 | 1     |
| River Plate            | Argentina | 2012-2013 | 18 | 2     |
| Real Zaragoza          | España    | 2013-2014 | 18 | 1     |
| Tigre                  | Argentina | 2014      | 6  | 0     |
| Defensa y Justicia     | Argentina | 2015      | 9  | 0     |
| All Boys               | Argentina | 2016-2017 | 21 | 1     |
| Birkirkara FC          | Malta     | 2017-2018 | 2  | 0     |
| Municipal              | Guatemala | 2018      | 0  | 0     |

## Palmarés

### Campeonatos nacionales
| Título           | Club        | País      | Año    |
| ---------------- | ----------- | --------- | ------ |
| Primera División | San Lorenzo | Argentina | C-2007 |